# Theodoros Stamos
Theodoros Stamos (Nueva York, 1922 - Grecia, 1997) fue un pintor del expresionismo abstracto. Fue uno de los más jóvenes artistas trabajando en Nueva York en los años cuarenta y cincuenta del pasado siglo.
Estudió en 1936 en la Escuela de Artistas Estadounidenses con Simon Kennedy y Joseph Konzal. Desde 1958 hasta 1975 enseñó en el Black Mountain College, Cummington School de Bellas Artes y la Liga de Estudiantes de Arte de Nueva York. Un año antes de su muerte donó 43 de sus obras a la Galería Nacional de Grecia. Está enterrado en Leucas, Grecia.